# Beaupréau-en-Mauges
Ne doit pas être confondu avec Beaupréau.
Beaupréau-en-Mauges [bopʁ(e)o ɑ̃ moʒ]  est une commune française située dans le département de Maine-et-Loire, en région Pays de la Loire, créée le 15 décembre 2015. Elle est issue de la fusion des communes de la communauté de communes du Centre-Mauges.

## Géographie

### Localisation
La commune, chef-lieu de canton, se situe au sud-ouest du département de Maine-et-Loire, au cœur des Mauges.

### Géologie et relief
Le relief de la commune est formé par un plateau marqué par la vallée de l'Èvre et ses principaux affluents. L'altitude de la commune varie donc de 30 mètres à 71 mètres pour la vallée de l'Èvre alors que le plateau se situe au plus aux alentours de 100 à 120 mètres (le point culminant de la commune est à 128 mètres au nord du Pin-en-Mauges). La commune s'étend sur 230,45 km2 et 29 kilomètres d'est en ouest.

### Hydrographie
La vallée de la Sanguèze sort de la commune à 46 mètres d'altitude. Cette rivière qui se jette dans la Sèvre Nantaise forme aussi la limite entre Beaupréau-en-Mauges et Sèvremoine en amont puis avec le département de la Loire-Atlantique.

### Communes limitrophes
|                                   | Montrevault-sur-Èvre |                                                 |
| La Regrippière (Loire-Atlantique) | Beaupréau-en-Mauges  | Chemillé-en-Anjou                               |
|                                   | Sèvremoine           | Trémentines Le May-sur-Èvre Bégrolles-en-Mauges |

### Climat
Pour des articles plus généraux, voir Climat des Pays de la Loire et Climat de Maine-et-Loire.
En 2010, le climat de la commune est de type climat océanique altéré, selon une étude du CNRS s'appuyant sur une série de données couvrant la période 1971-2000. En 2020, Météo-France publie une typologie des climats de la France métropolitaine dans laquelle la commune est exposée à un climat océanique et est dans la région climatique Bretagne orientale et méridionale, Pays nantais, Vendée, caractérisée par une faible pluviométrie en été et une bonne insolation.
Pour la période 1971-2000, la température annuelle moyenne est de 11,7 °C, avec une amplitude thermique annuelle de 14,1 °C. Le cumul annuel moyen de précipitations est de 764 mm, avec 12,3 jours de précipitations en janvier et 6,3 jours en juillet. Pour la période 1991-2020, la température moyenne annuelle observée sur la station météorologique de Météo-France la plus proche, sur la commune de Cholet à 18 km à vol d'oiseau, est de 12,3 °C et le cumul annuel moyen de précipitations est de 772,5 mm,. Pour l'avenir, les paramètres climatiques de la commune estimés pour 2050 selon différents scénarios d'émission de gaz à effet de serre sont consultables sur un site dédié publié par Météo-France en novembre 2022.

## Urbanisme

### Typologie
Au 1er janvier 2024, Beaupréau-en-Mauges est catégorisée bourg rural, selon la nouvelle grille communale de densité à sept niveaux définie par l'Insee en 2022.
Elle appartient à l'unité urbaine de Beaupréau-en-Mauges, une unité urbaine monocommunale constituant une ville isolée,. Par ailleurs la commune fait partie de l'aire d'attraction de Cholet, dont elle est une commune de la couronne,. Cette aire, qui regroupe 26 communes, est catégorisée dans les aires de 50 000 à moins de 200 000 habitants,.

## Histoire
La commune nouvelle de Beaupréau-en-Mauges naît le 15 décembre 2015 de la fusion des 10 communes de la communauté de communes du Centre-Mauges, à savoir Andrezé, Beaupréau, La Chapelle-du-Genêt, Gesté, Jallais, La Jubaudière, Le Pin-en-Mauges, La Poitevinière, Saint-Philbert-en-Mauges et Villedieu-la-Blouère.
Le siège de la commune rejoint le site de la Loge, sur la commune déléguée de Beaupréau. Ce nouveau bâtiment qui devait accueillir le siège de la communauté de communes du Centre-Mauges devient la mairie de Beaupréau-en-Mauges. Les services de la commune intègrent ce lieu le 18 janvier 2016.

## Politique et administration

### Administration municipale
Jusqu'au renouvellement des conseils municipaux de 2020, la commune nouvelle était administrée par un conseil municipal constitué de l'ensemble des membres des conseils municipaux des anciennes communes.
| Période          | Période                   | Identité         | Étiquette | Qualité                                                                                |
| ---------------- | ------------------------- | ---------------- | --------- | -------------------------------------------------------------------------------------- |
| 15 décembre 2015 | mai 2020                  | Gérard Chevalier | DVD       | Maire délégué de Beaupréau (2015-2016) président de la CC du Centre-Mauges (2008-2015) |
| 25 mai 2020      | En cours (au 25 mai 2020) | Franck Aubin     | DVC       | 3e vice-président de Mauges Communauté chargé du Pôle Développement                    |

### Communes déléguées
| Nom                      | Code Insee | Intercommunalité    | Superficie (km2) | Population (dernière pop. légale) | Densité (hab./km2) |
| ------------------------ | ---------- | ------------------- | ---------------- | --------------------------------- | ------------------ |
| Beaupréau (siège)        | 49023      | CC du Centre-Mauges | 35,79            | 6 909 (2013)                      | 193                |
| Andrezé                  | 49006      | CC du Centre Mauges | 21,20            | 1 859 (2013)                      | 88                 |
| La Chapelle-du-Genêt     | 49072      | CC du Centre Mauges | 9,10             | 1 216 (2013)                      | 134                |
| Gesté                    | 49151      | CC du Centre Mauges | 35,55            | 2 676 (2013)                      | 75                 |
| Jallais                  | 49162      | CC du Centre Mauges | 52,81            | 3 277 (2013)                      | 62                 |
| La Jubaudière            | 49165      | CC du Centre Mauges | 10,90            | 1 225 (2013)                      | 112                |
| Le Pin-en-Mauges         | 49239      | CC du Centre Mauges | 16,88            | 1 364 (2013)                      | 81                 |
| La Poitevinière          | 49243      | CC du Centre Mauges | 26,73            | 1 074 (2013)                      | 40                 |
| Saint-Philbert-en-Mauges | 49312      | CC du Centre Mauges | 7,25             | 383 (2013)                        | 53                 |
| Villedieu-la-Blouère     | 49375      | CC du Centre Mauges | 14,24            | 2 502 (2013)                      | 176                |

## Population et société

### Démographie

#### Évolution démographique
L'évolution du nombre d'habitants est connue à travers les recensements de la population effectués dans la commune depuis sa création.

En 2022, la commune comptait 23 887 habitants, en évolution de +3,2 % par rapport à 2016 (Maine-et-Loire : +2,12 %, France hors Mayotte : +2,11 %).
| 2016   | 2021   | 2022   |
| ------ | ------ | ------ |
| 23 146 | 23 639 | 23 887 |

#### Pyramide des âges
La population de la commune est relativement jeune.
En 2018, le taux de personnes d'un âge inférieur à 30 ans s'élève à 37,0 %, soit en dessous de la moyenne départementale (37,2 %). À l'inverse, le taux de personnes d'âge supérieur à 60 ans est de 24,5 % la même année, alors qu'il est de 25,6 % au niveau départemental.
En 2018, la commune comptait 11 667 hommes pour 11 740 femmes, soit un taux de 50,16 % de femmes, légèrement inférieur au taux départemental (51,37 %).
Les pyramides des âges de la commune et du département s'établissent comme suit.
| Hommes | Classe d’âge | Femmes |
| ------ | ------------ | ------ |
| 0,9    | 90 ou +      | 2,0    |
| 7,0    | 75-89 ans    | 9,5    |
| 14,6   | 60-74 ans    | 15,0   |
| 19,7   | 45-59 ans    | 18,6   |
| 19,5   | 30-44 ans    | 19,2   |
| 16,3   | 15-29 ans    | 15,0   |
| 22,0   | 0-14 ans     | 20,8   |

| Hommes | Classe d’âge | Femmes |
| ------ | ------------ | ------ |
| 0,9    | 90 ou +      | 2,1    |
| 7      | 75-89 ans    | 9,5    |
| 16,2   | 60-74 ans    | 16,9   |
| 19,4   | 45-59 ans    | 18,7   |
| 18,2   | 30-44 ans    | 17,5   |
| 18,8   | 15-29 ans    | 17,6   |
| 19,5   | 0-14 ans     | 17,6   |

## Économie
Du 6 avril 2006 jusqu'au 21 juillet 2020, l'entreprise GBB y a conçu et fabriqué des chaussures pour enfants.
Le 8 septembre 2022, le groupe Lacroix inaugure son usine d’assemblage électronique, baptisée Symbiose, à Beaupréau-en-Mauges.
Le 15 décembre 2014, une succursale de la société Falco (fabrication de portes et fenêtres en métal) est immatriculée à Beaupréau sous le numéro de siret 42119207100049.

## Culture locale et patrimoine

### Lieux et monuments
Les lieux et monuments des communes associées sont décrits sur les pages dédiées à chacune de ces communes.

### Héraldique
Écartelé d'or et d'azur au sautoir brochant de l'un  en l'autre.